# 21770 Wangyiran
21770 Wangyiran è un asteroide della fascia principale. Scoperto nel 1999, presenta un'orbita caratterizzata da un semiasse maggiore pari a 2,3519232 UA e da un'eccentricità di 0,0488954, inclinata di 5,07107° rispetto all'eclittica.